# ATP de Astana
O ATP de Astana – ou Astana Open, na última edição – foi um torneio de tênis profissional masculino, de nível ATP 250.
Realizado em Astana, capital do Cazaquistão, estreou em 2020 e durou quatro edições. Os jogos eram disputados em quadras duras cobertas durante os meses de setembro e outubro.
Após 2023, foi substituído por Almaty.

## Finais

### Simples
| Ano  | Campeão          | Vice-campeão       | Resultado     |
| ---- | ---------------- | ------------------ | ------------- |
| 2023 | Adrian Mannarino | Sebastian Korda    | 4–6, 6–3, 6–2 |
| 2022 | Novak Djokovic   | Stefanos Tsitsipas | 6–3, 6–4      |
| 2021 | Kwon Soon-woo    | James Duckworth    | 7–66, 6–3     |
| 2020 | John Millman     | Adrian Mannarino   | 7–5, 6–1      |

### Duplas
| Ano  | Campeões                          | Vice-campeões                     | Resultado  |
| ---- | --------------------------------- | --------------------------------- | ---------- |
| 2023 | Nathaniel Lammons Jackson Withrow | Mate Pavić John Peers             | 7–64, 7–67 |
| 2022 | Nikola Mektić Mate Pavić          | Adrian Mannarino Fabrice Martin   | 6–4, 6–2   |
| 2021 | Santiago González Andrés Molteni  | Jonathan Erlich Andrei Vasilevski | 6–1, 6–2   |
| 2020 | Sander Gillé Joran Vliegen        | Max Purcell Luke Saville          | 7–5, 6–3   |